# HD150347
HD150347 — хімічно пекулярна зоря спектрального класу B9, що має видиму зоряну величину в смузі V приблизно  9,0.
Вона  розташована на відстані близько 9592,8 світлових років від Сонця.

## Пекулярний хімічний склад
Зоряна атмосфера HD150347 має підвищений вміст 
Si
.